# Rhame
Rhame è un centro abitato (city) degli Stati Uniti, situato nella Contea di Bowman nello Stato del Dakota del Nord. Nel censimento del 2000 la popolazione era di 189 abitanti. La città è stata fondata nel 1908.

## Geografia fisica
Secondo i rilevamenti dell'United States Census Bureau, la località di Rhame si estende su una superficie di 3,90 km², tutti occupati da terre.

## Popolazione
Secondo il censimento del 2000, a Rhame vivevano 189 persone, ed erano presenti 47 gruppi familiari. La densità di popolazione era di 48,6 ab./km². Nel territorio comunale si trovavano 117 unità edificate. Per quanto riguarda la composizione etnica degli abitanti, il 98,41% era bianco, e l'1,59% apparteneva a due o più razze.
Per quanto riguarda la suddivisione della popolazione in fasce d'età, il 23,8% era al di sotto dei 18, il 7,9 fra i 18 e i 24, il 30,2% fra i 25 e i 44, il 19,0% fra i 45 e i 64, mentre infine il 19,0% era al di sopra dei 65 anni di età. L'età media della popolazione era di 40 anni. Per ogni 100 donne residenti vivevano 92,9 maschi.